# 中川ヒューム管工業

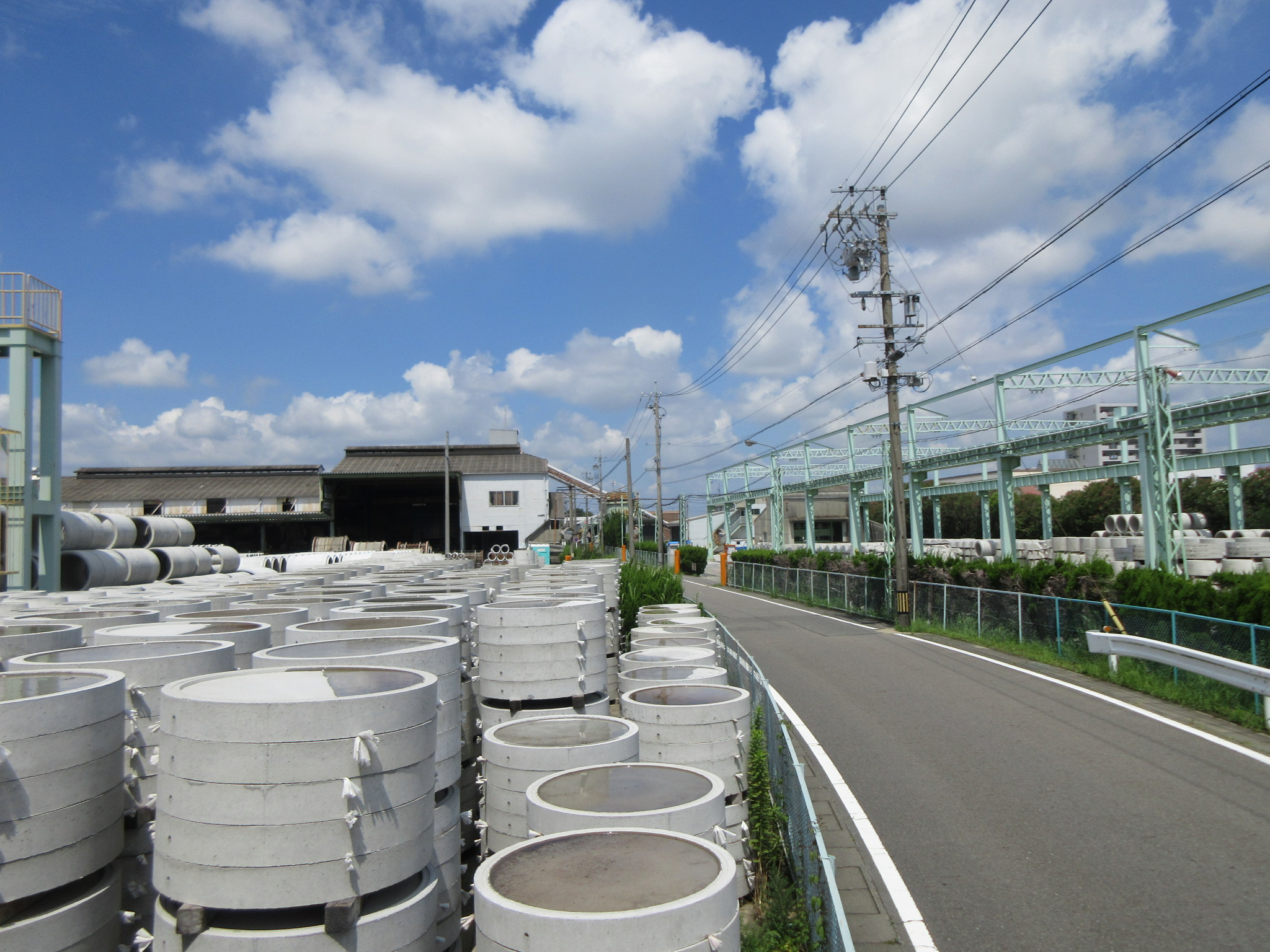
岡崎工場（愛知県岡崎市）

中川ヒューム管工業株式会社（なかがわヒュームかんこうぎょう、英: H-NAC CO.,LTD.）は、茨城県土浦市に本社を置く、ヒューム管などのコンクリート製品を製造する企業で、中川グループの中核企業である。全国の下水道ヒューム管を扱う企業であり、現在使われているヒューム管は東北から九州まである。

## 沿革
- 1920年（大正9年）2月11日 ‐ 新治郡真鍋町（現・土浦市真鍋一丁目）において中川延四郎が「中川工業所」として創業[2]
- 1927年（昭和2年）4月 ‐ 土浦工場においてヒューム管の製造開始[2]
- 1939年（昭和14年）5月 ‐ 資本金18万円で「中川ヒューム管工業株式会社」設立
- 1951年（昭和26年）2月 ‐ 東京都中央区日本橋に東京営業所開設
- 1956年（昭和31年）10月 ‐ 水戸市北見町に水戸出張所開設
- 1957年（昭和32年）10月 ‐ 名古屋市中村区名駅に名古屋営業所開設
- 1960年（昭和35年）1月 ‐ 大阪市北区堂島に大阪営業所開設
- 1960年（昭和35年）1月 ‐ 長野県松本市に松本工場開設
- 1960年（昭和35年）3月 ‐ 仙台市国分町に仙台営業所開設
- 1965年（昭和40年）11月 ‐ 盛岡市駅前通りに盛岡出張所開設
- 2001年（平成13年）9月 ‐ 仙台営業所を岩沼市に移転
- 2009年（平成21年）4月 ‐ ニットク中川ヒューム管工業株式会社を吸収合併

## 主要取引銀行
- みずほ銀行
- 三井住友銀行
- 常陽銀行
- 筑波銀行

## グループ企業
- 中川商事株式会社
- 中川ゼニス販売株式会社
- 中川生コン株式会社
- 中川前田販売株式会社
- 中川理水建設株式会社
- 株式会社アクアクララ筑波山
- 株式会社茨城県南自動車センター
- 株式会社延増興産
- 九州中川ヒューム管工業株式会社
- 県南陸運株式会社
- 常陽測量設計株式会社
- ダイナックヒューム管販売株式会社
- 中川ヒューム管山陽株式会社